# Šnjegotina Donja
Šnjegotina Donja (cyr. Шњеготина Доња) – wieś w Bośni i Hercegowinie, w Republice Serbskiej, w gminie Čelinac. W 2013 roku liczyła 326 mieszkańców.